# Lèyîz-m' plorer
Lèyîz-m' plorer est une complainte en langue wallonne écrite par Nicolas Defrêcheux en 1854, sur une mélodie d'Hippolyte Monpou.

## Composition

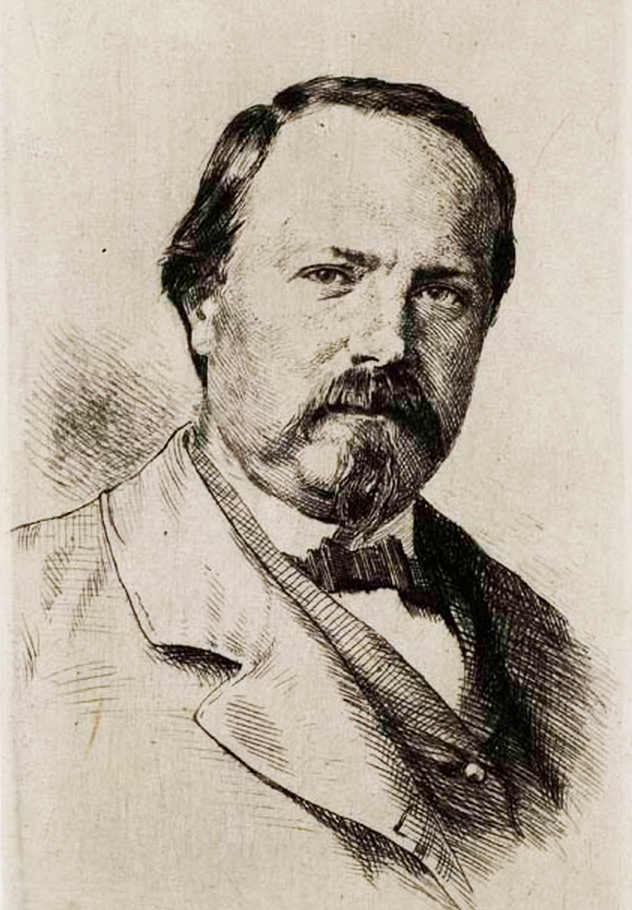
Nicolas Defrêcheux, l'auteur de Lèyîz-m' plorer (gravure par Adrien de Witte).

La chanson est composée en wallon de Liège, sur l'air de Gastibelza, l'homme à la carabine d'Hippolyte Monpou. D'abord publiée par le Journal de Liège dans son numéro du 23 juin 1854, elle obtient un succès immédiat. Entre 1854 et 1856, il s'écoula à Liège six tirages de 2 000 exemplaires d'un tiré à part.
En 1867, le compositeur liégeois Pierre Vandamme produit une seconde partition de la chanson. Il s'agit d'une version harmonisée.

## Interprétations
Lèyîz-m' plorer est la seule chanson en wallon interprétée par Édith Piaf, qui la qualifiée de « meilleure chanson qui ait jamais été écrite ».
Elle figure également sur les disques suivants :
- Gaston Bégon, Leyiz M'Plorez / Li P'Tit Banc / Mame ! / Vinez Wezene, Pathé
- Tohama, Leyiz M'Plorer / Li P'Tit Banc, 1968
- Emile Lambert, Les Pu spitants bokets d'Emile Lambert po l' millénaire di Lidge, Duchesne, 1980
- Chansons wallonnes, Blawete Records, 1996
- Jules Bastin, Airs folkloriques wallons, 1997
- Solia, Tous les parfums, 2021

## Édition des paroles
Les paroles de Lèyîz-m' plorer ont été reproduites et diffusées dans les recueils et anthologies suivants :
- Novel Pasqueys, Liège, [1854], pp. 1-2.
- Nicolas Defrêcheux, Œuvres poétiques wallonnes complètes, Liège, J. Gothier, 1877.
- Nicolas Defrêcheux, Ses Œuvres, Liège, A. Bénard, 1895.
- Nicolas Defrêcheux, Œuvres complètes (édition du Centenaire), Liège, 1925, pp. 27-28.
- Maurice Piron, Anthologie de la littérature dialectale de Wallonie, Liège, Mardaga, 1979, 661 p. (ISBN 2-87009-556-2), p. 190-191.
- Nicolas Defrêcheux, Lèyîz nos-åmes bin tchôdes (wa), Bruxelles, éd. Fédération Wallonie-Bruxelles, Service général des Lettres et du Livre, coll. « Fureur de Lire », 2024, p. 17-18  (ISBN 978-2-39074-007-0).

## Postérité
Le responsable du Fonds Dialectal wallon du Musée de la Vie wallonne, Baptiste Frankinet, qualifie la composition de Lèyîz-m' plorer de « coup de tonnerre » : « pour la première fois, la langue wallonne n'est plus le véhicule d'anecdotes, de satires ou d'événements historiques, mais bien le véhicule de sentiments. » Ce style est rapidement imité par d'autres auteurs, qui vont ainsi explorer les veines du lyrisme et du sentimentalisme. La mode est telle qu'elle suscite aussi des œuvres maladroites, que la critique classe sous le terme de lèyîz-m’ plorisme.
Le succès de Lèyîz-m' plorer a par ailleurs participé à l'émulation de laquelle est née la Société liégeoise de littérature wallonne,.